# アルブッツァーノ
アルブッツァーノ（伊: Albuzzano）は、イタリア共和国ロンバルディア州パヴィーア県にある人口約3,600人の基礎自治体（コムーネ）。

## 地理

### 位置・広がり

#### 隣接コムーネ
隣接するコムーネは以下の通り。
- ベルジョイオーゾ
- クーラ・カルピニャーノ
- フィリゲーラ
- リナローロ
- ヴァッレ・サリンベーネ
- ヴィスタリーノ

### 気候分類・地震分類
気候分類では、zona E, 2628 GGに分類される。
また、イタリアの地震リスク階級 (it) では、zona 3 (sismicità bassa) に分類される
。

## 行政

### 分離集落
アルブッツァーノには、以下の分離集落（フラツィオーネ）がある。
- Alperolo, Barona, Cascina De Mensi (Vecchia e Nuova), Torre d'Astari, Vigalfo